# Kanton Magny-le-Désert
Magny-le-Désert is een kanton van het Franse departement Orne. Het kanton maakt deel uit van de arrondissementen  Alençon (25) en Argenttan (21). In 2019 telde het 12.740 inwoners.

Het kanton werd gevormd ingevolge het decreet van 25 februari 2014 met uitwerking op 22 maart 2015, met Magny-le-Désert als hoofdplaats.

## Gemeenten
Het kanton omvatte bij zijn oprichting 46 gemeenten.

Op 1 januari 2016 werden de gemeenten La Ferté-Macé en Antoigny samengevoegd tot de fusiegemeente (commune nouvelle) La Ferté Macé. 

Op 1 januari 2016 werden de gemeenten Batilly, La Courbe, Écouché, Loucé, Saint-Ouen-sur-Maire en Serans samengevoegd tot de fusiegemeente (commune nouvelle) Écouché-les-Vallées, waaraan op 1 januari 2018 nog Fontenai-sur-Orne werd aan toegevoegd.

Op 1 januari 2018 werden de gemeenten Goulet, Montgaroult en Sentilly samengevoegd tot de fusiegemeente (commune nouvelle) Monts-sur-Orne. 

Op 1 januari 2019 werden de gemeenten Fontenai-les-Louvets, Livaie, Longuenoë en Saint-Didier-sous-Écouves samengevoegd tot de fusiegemeente (commune nouvelle) L'Orée-d'Écouves.

Het decreet van 5 maart 2020 heeft de fusiegemeente La Ferté Macé in haar geheel toegewezen aan het kanton La Ferté Macé en de fusiegemeente Écouché-les-Vallées aan het kanton Magny-le-Désert.
Sindsdien omvat het kanton volgende gemeenten : 
- Avoine
- Boucé
- Carrouges
- Chahains
- Le Champ-de-la-Pierre
- La Chaux
- Ciral
- Écouché-les-Vallées
- Fleuré
- Joué-du-Bois
- Joué-du-Plain
- La Lande-de-Goult
- La Lande-de-Lougé
- Lougé-sur-Maire
- Magny-le-Désert
- Méhoudin
- Le Ménil-Scelleur
- Monts-sur-Orne
- La Motte-Fouquet
- L'Orée-d'Écouves
- Rânes
- Rouperroux
- Saint-Brice-sous-Rânes
- Saint-Ellier-les-Bois
- Saint-Georges-d'Annebecq
- Saint-Martin-des-Landes
- Saint-Martin-l'Aiguillon
- Saint-Ouen-le-Brisoult
- Saint-Patrice-du-Désert
- Saint-Sauveur-de-Carrouges
- Sainte-Marguerite-de-Carrouges
- Sainte-Marie-la-Robert
- Sevrai
- Tanques
- Vieux-Pont